# Marat Gafurow
Marat Szajchałgadżyjewicz Gafurow (ros. Марат Шайхалгаджиевич Гафуров; ur. 21 listopada 1985 w Iszkartach (r. Bujnakski) w Dagestańskiej SRR) – rosyjski zawodnik mieszanych sztuk walki (MMA) oraz grappler pochodzenia kumyckiego, mistrz świata w pankrationie z 2010 oraz w grapplingu z 2013. Jako zawodnik MMA mistrz M-1 Global w wadze piórkowej (-66 kg) w latach 2012-2014 oraz mistrz świata One Championship w tejże wadze w latach 2015-2017.

## Kariera MMA
W MMA zadebiutował 4 czerwca 2010. 15 listopada 2012 zdobył inauguracyjne mistrzostwo rosyjskiej organizacji M-1 Global w kategorii piórkowej (-66 kg) pokonując Azera Wugara Bachszyjewa przez poddanie (duszenie). Tytuł mistrzowski bronił dwukrotnie na przełomie dwóch lat po czym rozwiązał kontrakt z rodzimą organizacją stając się wolnym agentem. 
W 2014 podpisał kontrakt z azjatycką organizacją One Championship. Po dwóch zwycięskich pojedynkach, otrzymał szansę walki o mistrzostwo świata One Championship w wadze piórkowej. 27 września 2015 nominalnie miał się zmierzyć z dzierżącym pas Mongołem, Dżadambaagijnem Narantungalagiem, lecz na dwa dni przed pojedynkiem Narantungalag z powodów wizowych nie zjawił się na gali. Rosjanin w zastępstwie zmierzył się z Martinem Nguyenem, którego szybko poddał – stawką pojedynku było tymczasowe mistrzostwo w wadze piórkowej.
Do walki unifikacyjnej doszło 21 listopada 2015. Gafurow poddał duszeniem zza pleców Narantungalaga i został niekwestionowanym mistrzem One Championship.
18 sierpnia 2017 przegrał pierwszą zawodową walkę, ulegając w rewanżu przez nokaut Martinowi Nguyenowi, tracąc tym samym mistrzostwo One Championship.

## Osiągnięcia[7]

### Mieszane sztuki walki
- 2012-2014: mistrz M-1 Global w wadze piórkowej (-66 kg)
- 2015: tymczasowy mistrz One Championship w wadze piórkowej
- 2015-2017: mistrz One Championship w wadze piórkowej

### Grappling[3]
- 5-krotny mistrz Republiki Dagestan w jiu-jitsu
- 2006: Puchar Świata w kick-jitsu - 1. miejsce
- 2010: Mistrzostwa Świata FILA - 1. miejsce
- 2010: Mistrzostwa Świata w Pankrationie - 1. miejsce
- 2011-2012: Mistrzostwa Rosji ADCC - dwukrotnie 1. miejsce
- 2013: Abu Dhabi World Pro Jiu-jitsu Championship - 1. miejsce w kat. 70 kg (purpurowe pasy)
- 2014: Abu Dhabi World Pro Jiu-jitsu Championship - 2. miejsce w kat. 70 kg (brązowe pasy)[8]

## Lista walk w MMA
| Wynik     | Bilans | Przeciwnik                  | Rozstrzygnięcie                             | Runda | Czas | Rozgrywki                                              | Data       | Miejsce       | Uwagi                                                                |
| --------- | ------ | --------------------------- | ------------------------------------------- | ----- | ---- | ------------------------------------------------------ | ---------- | ------------- | -------------------------------------------------------------------- |
| Wygrana   | 20-4   | Gábor Boráros               | Poddanie (dźwignia prosta na staw łokciowy) | 1     | 2:55 | ACA 172                                                | 09.03.2024 | Moskwa        | Debiut w ACA.                                                        |
| Wygrana   | 19-4   | Ariel Sexton                | TKO (ground and pound)                      | 3     | 4:15 | One Championship 159: De Ridder vs. Bigdash            | 22.07.2022 | Kallang       |                                                                      |
| Przegrana | 18-4   | Rae Yoon Ok                 | Decyzja (jednogłośna)                       | 3     | 5:00 | One on TNT 3                                           | 7.02.2020  | Kallang       |                                                                      |
| Wygrana   | 18-3   | Lowen Tynanes               | Decyzja (niejednogłośna)                    | 3     | 5:00 | One Championship: Collision Course                     | 18.12.2020 | Kallang       |                                                                      |
| Przegrana | 17-3   | Iuri Lapicus                | Poddanie (duszenie zza pleców)              | 1     | 1:07 | One Championship: Warrior's Code                       | 7.02.2020  | Dżakarta      |                                                                      |
| Wygrana   | 17-2   | Tetsuya Yamada              | Decyzja (jednogłośna)                       | 3     | 5:00 | One Championship: For Honor                            | 3.05.2019  | Dżakarta      |                                                                      |
| Przegrana | 16-2   | Koyomi Matsushima           | TKO (ciosy pięściami)                       | 1     | 2:41 | One Championship: Conquest of Heroes                   | 22.09.2018 | Dżakarta      |                                                                      |
| Wygrana   | 16-1   | Emilio Urrutia              | Poddanie (duszenie trójkątne rękoma)        | 1     | 2:34 | One Championship: Heroes of Honor                      | 20.04.2018 | Manila        |                                                                      |
| Przegrana | 15-1   | Martin Nguyen               | KO (ciosy pięściami)                        | 2     | 1:27 | One Championship: Quest for Greatness                  | 18.08.2017 | Kuala Lumpur  | stracił pas mistrzowski One Championship w wadze piórkowej           |
| Wygrana   | 15-0   | Jadamba Narantungalag       | Poddanie (duszenie zza pleców)              | 1     | 4:51 | One Championship: Defending Honor                      | 11.11.2016 | Kallang       | obronił pasa mistrzowskiego One Championship w wadze piórkowej       |
| Wygrana   | 14-0   | Kazunori Yokota             | Poddanie (duszenie zza pleców)              | 2     | 4:25 | One Championship: Kingdom of Champions                 | 27.05.2016 | Bangkok       | obronił pas mistrzowski One Championship w wadze piórkowej           |
| Wygrana   | 13-0   | Jadamba Narantungalag       | Poddanie (duszenie zza pleców)              | 4     | 4:39 | One Championship: Dynasty of Champions                 | 21.11.2015 | Changsha      | zdobył pas mistrzowski One Championship w wadze piórkowej            |
| Wygrana   | 12-0   | Martin Nguyen               | Poddanie (duszenie zza pleców)              | 1     | 0:41 | One Championship: Odyssey of Champions                 | 27.09.2015 | Dżakarta      | zdobył tymczasowy pas mistrzowski One Championship w wadze piórkowej |
| Wygrana   | 11-0   | Ev Ting                     | Poddanie (duszenie zza pleców)              | 1     | 4:30 | One FC 27: Warrior's Quest                             | 22.05.2015 | Kallang       |                                                                      |
| Wygrana   | 10-0   | Robert Lisita               | Poddanie (duszenie zza pleców)              | 1     | 1:08 | One FC 21: Roar of Tigers                              | 17.10.2014 | Kuala Lumpur  | debiut w One Championship                                            |
| Wygrana   | 9-0    | Lee Morrison                | Decyzja (jednogłośna)                       | 5     | 5:00 | M-1 Challenge 47: Battle in the Heart of the Continent | 04.04.2014 | Orenburg      | obronił pas mistrza M-1 Global w wadze piórkowej                     |
| Wygrana   | 8-0    | Jurij Iwlew                 | TKO (ciosy pięściami)                       | 2     | 3:56 | M-1 Challenge 41                                       | 21.08.2013 | Petersburg    | obronił pas mistrza M-1 Global w wadze piórkowej                     |
| Wygrana   | 7-0    | Wugar Bachszyjew            | Poddanie (duszenie zza pleców)              | 1     | 4:18 | M-1 Challenge 35: Emelianenko vs. Monson               | 15.11.2012 | Petersburg    | zdobył pas mistrza M-1 Global w wadze piórkowej                      |
| Wygrana   | 6-0    | Joakhim Apie                | Poddanie (duszenie trójkątne rękoma)        | 1     | 2:22 | POC - Pride of Caucasus                                | 23.09.2012 | Chasawjurt    |                                                                      |
| Wygrana   | 5-0    | Majrbiek Tajsumow           | Decyzja (niejednogłośna)                    | 3     | 5:00 | M-1 Global: Fedor vs. Rizzo                            | 21.06.2012 | Petersburg    |                                                                      |
| Wygrana   | 4-0    | David Kozma                 | Poddanie (duszenie zza pleców)              | 2     | 2:10 | M-1 Challenge 31                                       | 16.03.2012 | Petersburg    |                                                                      |
| Wygrana   | 3-0    | Szeich-Magomied Ariapchanow | Decyzja (jednogłośna)                       | 3     | 5:00 | M-1 Challenge 29: Samoilov vs. Miranda                 | 19.11.2011 | Baszkortostan |                                                                      |
| Wygrana   | 2-0    | Jurij Własenko              | Poddanie (duszenie zza pleców)              | 1     | 1:18 | M-1 Selection Ukraine 2010 - Round 6                   | 06.11.2010 | Kijów         |                                                                      |
| Wygrana   | 1-0    | Szamil Gadżijew             | Poddanie (dźwignia prosta na staw łokciowy) | 1     | 3:10 | Challenge Cup - Mix Fight 3                            | 04.06.2010 | Soczi         |                                                                      |